# Бахтияр паша
Бахтияр (Бахтиар) паша Смелия (на турски: Bahtiyar Paşa) е османски офицер, командващ войската и башибозука в Битолския вилает в Османска империя.
Бахтияр паша ръководи кървавото потушаване на Илинденско-Преображенското въстание във вилаета. Ликвидира Крушевската република, поради отказа на ръководителите ѝ да се предадат, заради което е награден от султан Абдул Хамид II с орден „Меджидие“ с диаманти.
През 1908 година след Младотурската революция турските власти обещават да го свалят от поста му, заради извършените в предните години зверства.